# Euxoa scotogrammoides
Euxoa scotogrammoides là một loài bướm đêm trong họ Noctuidae.